# Spask-Riazanski
Spask-Riazanski (del ruso: Спасск-Рязанский) es una ciudad del óblast de Riazán, en Rusia, centro administrativo del raión de Spask. Está situada a 49 km (57 km por carretera) al sur de Riazán. Su población era de 7.892 habitantes en 2009.

## Historia
Se conoce la existencia de una población en el emplazamiento actual desde el siglo XV, aunque es mencionada por primera vez en 1629 como la slobodá Váskina Poliana. Pertenecía al monasterio del Salvador Zaréchenski de Spask (del ruso: Спас-Зареченский монастырь). En 1778 es renombrada como Spask y obtiene el estatus de ciudad. En 1929, la ciudad recibe el sufijo  Riazanski para diferenciarla de sus homónimas en el krai de Primorie, Spask-Dalni, y en el óblast de Penza, Spask.

## Demografía
| 1897  | 1959  | 1970  | 1979  | 1989  | 2002  | 2007  |
| ----- | ----- | ----- | ----- | ----- | ----- | ----- |
| 4 800 | 7 200 | 8 200 | 9 200 | 9 800 | 8 858 | 8 200 |